# 名古屋市教育委員会
名古屋市教育委員会（なごやしきょういくいいんかい）は、愛知県名古屋市中区三の丸に拠点を置く、名古屋市の組織。名古屋市内の教育に関連した調査などを行う行政委員会である。

## 概要
事務局の組織は大きく分けて3つに分かれており、その下に各部門が設置されている。また教育委員会会議の開催のほか、いじめへの対策として意識調査を実施、さらに学校の合併や新設などを行っている。

## 沿革
- 1948年（昭和23年）
  - 7月15日 - 教育委員会法公布[1]。
  - 9月4日 - 名古屋市教育委員選挙が告示[1]。
  - 10月5日 - 名古屋市教育委員選挙投票[1]。
  - 11月1日 - 名古屋市教育委員会発足[1]。従来の名古屋市教育局は廃止[1]。
- 1981年（昭和56年）7月16日 - 名古屋市教育センターがオープン。
- 2014年（平成26年）4月1日 - なごや子ども応援委員会発足[2]。
- 2019年（令和元年）7月29日 - 名古屋市教育館が移転新築[3]。
- 2020年（令和2年） - 動画配信チャンネルとして「ナゴヤの子ども元気・笑顔プロジェクトちゃんねる」を開設[新聞 1]。有名人によるメッセージ動画や教職員による特技の披露動画、運動不足解消を目的とした動画、市美術館・市博物館などのオンライン鑑賞プログラムなどが配信される[新聞 1]。

## 所在地

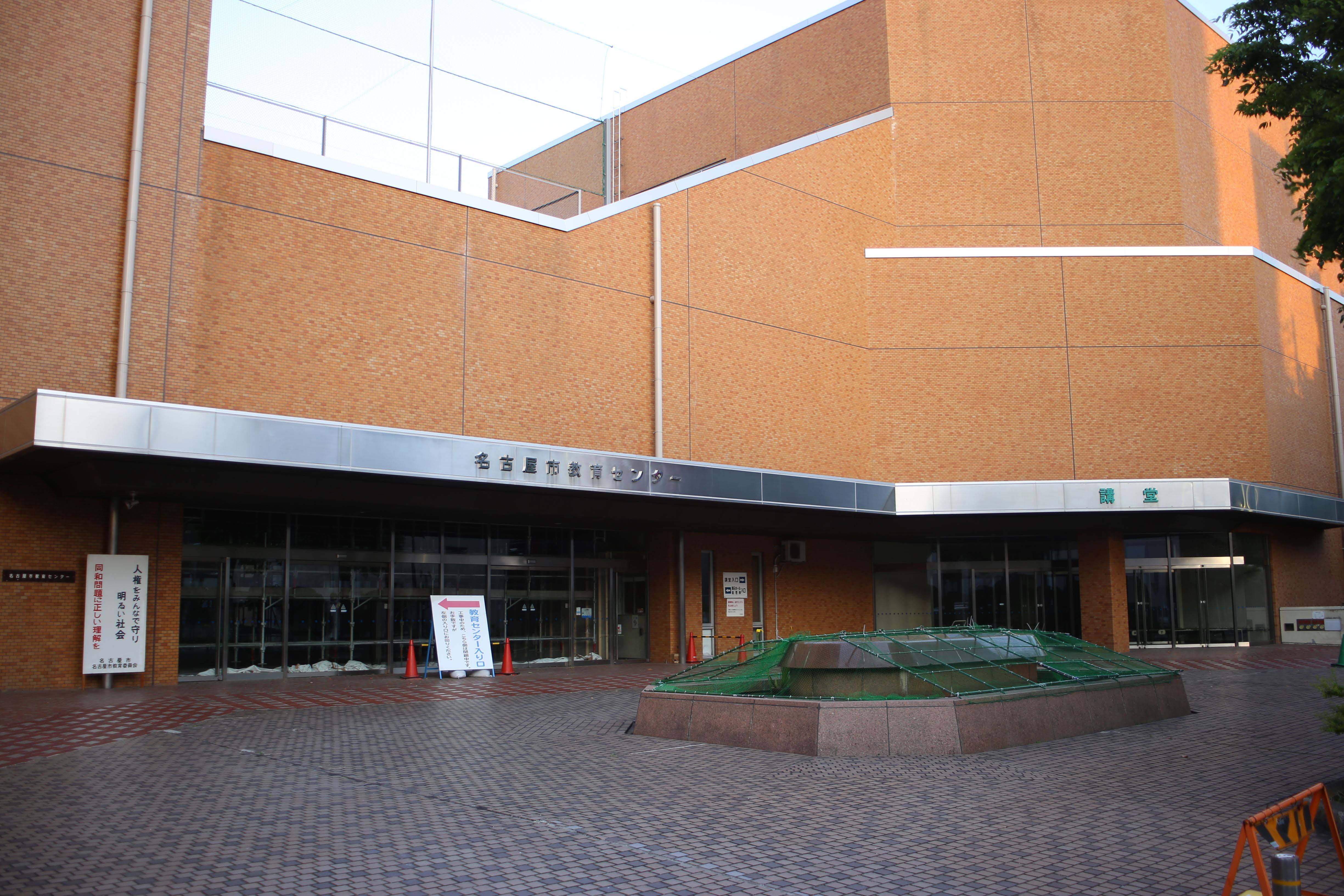
名古屋市教育センター

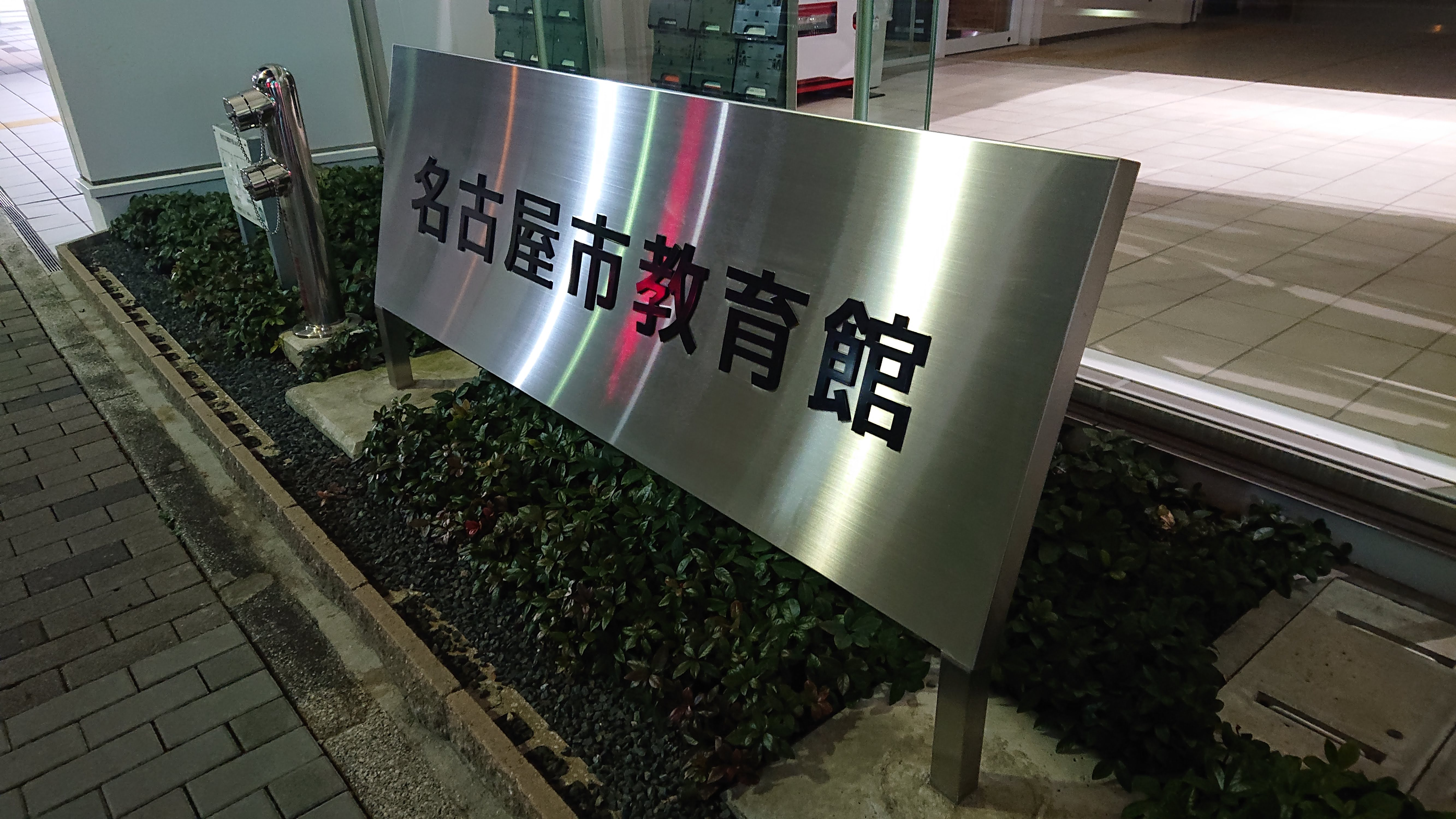
名古屋市教育館

### 事務局
- 事務局
  - 名古屋市中区三の丸3丁目1番1号

### 名古屋市教育センター
- 名古屋市教育センター
  - 名古屋市熱田区神宮3丁目6番14号

### 名古屋市教育館
- 名古屋市教育館
  - 名古屋市東区泉1丁目1番4号

## 組織

### 教育委員会の構成
- 教育長：坪田知広
- 委員：粟生万琴、山本久美、水野孝一、中谷素之、園田理

### 事務局
- 総務部[WEB 1]
  - 総務課[WEB 1]
  - 企画経理課[WEB 1]
  - 人権教育室[WEB 1]
  - 学校整備課[WEB 1]
  - 学校事務支援センター[WEB 1]
- 子ども応援委員会制度担当部
  - 子ども応援室[WEB 1]
  - 学校計画室[WEB 1]
- 指導部[WEB 1]
  - 指導室[WEB 1]
  - 学校保健課[WEB 1]
- 教務部[WEB 1]
  - 教職員課[WEB 1]
  - 学事課[WEB 1]
- 生涯学習部[WEB 1]
  - 生涯学習課[WEB 1]
  - 文化財保護室[WEB 1]
- 教育センター[WEB 1]
  - 総務課[WEB 1]
  - 研修部[WEB 1]
  - 研究調査部[WEB 1]
  - 学校情報化支援部[WEB 1]
  - 教育相談部[WEB 1]

### 総合教育会議（ナゴヤ子ども応援会議）
市長と教育委員会により構成される会議で、市長が必要に応じて招集する。

### なごや子ども応援委員会
2014年（平成26年）4月1日に発足した。スクールカウンセラー・スクールソーシャルワーカー・スクールアドバイザー・スクールポリスの4職種から成り、市内小中学校を11ブロックに分けた上でそれぞれのブロックに配置した。この配置により、児童生徒の問題の未然防止を図るという。
- 千種・東ブロック（振甫中学校）[5]
- 北ブロック（北陵中学校）[5]
- 西ブロック（山田東中学校）[5]
- 中村・中ブロック（御田中学校）[5]
- 昭和・天白ブロック（天白中学校）[5]
- 瑞穂・南ブロック（明豊中学校）[5]
- 熱田・港ブロック（東港中学校）[5]
- 中川ブロック（一柳中学校）[5]
- 守山ブロック（大森中学校）[5]
- 緑ブロック（大高中学校）[5]
- 名東ブロック（高針台中学校）[5]

### 名古屋市子ども適応相談センター（なごやフレンドリーナウ）
不登校児童生徒に対する教育相談および適応指導を行い、学校復帰を図る目的で、教育相談部と適応指導部をそれぞれ設置している。1988年（昭和63年）12月に設置され、1991年（平成3年）9月に西区城西三丁目に改築移転している。加えて、2014年（平成26年）4月に南区にサテライトスクール（笠寺サテライト）、翌年4月に中区千代田に第2サテライトスクール（鶴舞サテライト）が設置された。

### 学校事務センター
2011年（平成23年）4月、学校事務支援センターとして発足し、名古屋市立学校・幼稚園の事務連携などの業務を行っている。また、2017年（平成29年）4月に学校事務センターと改組し、教職員の給与支給の事務も併せて行うようになった。

### 名古屋市教育サポートセンター（名古屋市教育館）
- 1986年（昭和61年）7月、名古屋市教育館内に「名古屋市教育人材バンク」として設置され、臨時講師の登録・派遣業務を行っている[8]。
- 2008年（平成20年）4月、名古屋市教育サポートセンターと改称した[8]。

## 学校給食
小学校給食については、2009年（平成21年）に月額3,800円に値上げして以来、2020年（令和2年）4月に月額4,400円とするまで11年間給食費を据え置きにしており、物価などの上昇に伴い、単価の高い食材の使用を抑えるなどしたため、おかずの質素さが問題となっていた。この給食費は全政令指定都市内で最低であり、最高額の新潟市の月額5,026円と比べると1,226円安かった。
中学校では希望者が民間業者による給食を購入するスクールランチを導入しており、同じく2020年（令和2年）4月に1食280円から1食320円に値上げを行う。
また、「牛乳本来の味を味わう」という学校保健課の方針があったとされ、ミルメークの本社がある市であるにもかかわらず、ミルメークが長い間学校給食で提供されることがなかった。2018年（平成30年）、市会において、冬場の牛乳の飲み残しが問題として取り上げられたことで、2019年（令和元年）12月、小学校給食において液状タイプミルメークのイチゴ味を試験提供することになった。

### ふるさと献立
県内の特産品を使用した献立、郷土料理などを「ふるさと献立」と称して小学校給食において提供している。
2004年（平成16年）には、名古屋めしとして知られるひつまぶしを給食向けにアレンジした「うなぎまぶし」が登場したという。これは1食分の予算を超過してしまうがために、全市小学校のうち半数に限って提供されており、その対象校は抽選により選ばれた。この献立は2012年（平成24年）に価格高騰により中止に追い込まれた。
さらに、前述の給食費据え置きの影響で、2009年（平成21年）度には年6回提供されていたエビフライが、2018年（平成30年）度には一度も提供されない事態に陥っていたことが報道されている。

### 姉妹・友好都市献立
名古屋市と姉妹友好都市関係にある都市にちなんだ献立を提供する「姉妹・友好都市献立」が設定されており、4月がロサンゼルス、5月がトリノ、9月がシドニー、10月がランス、12月が南京市、2月がメキシコシティとなっている。

### フェアトレード給食
5月のフェアトレード月間に合わせフェアトレード認証を受けた素材を使う献立を提供している。一部の学校から実施され、2019年（令和元年）には全市で実施された。

## 関連記事

### 名古屋市教育委員会が教員団体から校長への推薦者名簿とともに金品を受け取っていた問題
- 2024年2月18日　名古屋市立小中学校の教員人事の際に教員団体から市教育委員会教職員課に推薦名簿と一緒に金品が渡されていた問題で、人事案を承認する名古屋市教育委員会幹部個人に2018年度以降で計200万円超の支出があったと同課の内部資料に記録されていたことがわかった。この幹部は朝日新聞の取材に「活動費」名目での現金受領は認めたが、人事への影響は否定した。教職員人事を担当する教職員課には毎年夏ごろ、翌年度の校長や教頭、教務主任の人事について市内各区に設けられた校長会、教員の母校の同窓団体、担当教科の研究会などから推薦名簿が提出されている。その際、団体から現金や商品券が贈られ、同課内で管理されていた。名古屋市教育委員会は2月11日に記者会見を開き、今年度は推薦名簿を提出した86団体のうち、少なくとも40団体以上から約200万円が同課に集まっていたと公表し、謝罪していた。[10]
- 2024年3月26日　名古屋市教育委員会の教職員課長経験者の幹部3人を交代し、名古屋市教育委員会事務局付とする4月1日付の人事を発表した。事務局ナンバー2の安藤稔・学校づくり推進監、大川栄治・新しい学校づくり推進部長、枡田勝・指導部長。安藤推進監は学校教育調整担当局長、大川、枡田両部長は同担当部長に就く。3人のポストは新設で、教育長の特命を受けて教員研修や不登校施策の企画などを担うが、業務上部下に指示する「指揮監督権」を持たない。「学校づくり推進監」のポストは「適任者がいない」として「欠員」とした。[11][12]
- 2024年8月5日　名古屋市役所で外部の有識者による「教員団体からの金品の授受等に係る調査検証チーム」の１２回目の会合が行われ、歴代の教育長などの幹部への聞き取り調査の結果が報告された。教育委員会が校長への推薦者名簿とともに金品を受け取っていたことなどについて、教員出身でない幹部は「知らなかった」と答えた一方で、教員出身の幹部は「知っていたが問題だとは考えなかった」と答えた。[13]
- 2024年8月28日　名古屋市教育委員会が多数の教員団体から校長職などに推薦する教員名簿とともに金品を受け取っていた問題について考えるシンポジウムがあいち県民教育研究所や名古屋教職員の会などの主催で名古屋市内で開催された。名古屋市の「教員団体からの金品の授受等に係る調査検証チーム」がまとめた最終報告書を基に、望ましい教員人事をテーマに専門家らが意見を交わした。最終報告書によると、教員人事を担当する市教委教職員課は記録の残る2017～23年度に、教員団体から計1312万円（商品券含む）の金品を受領していた。しかしながら、推薦名簿や金品授受で昇任人事がゆがめられたことは確認できなかった。この慣習について報告書では「市民の疑惑や不信を招く不適切な行為」と記載している。[14][15]

### WEB
1. 1 2 3 4 5 6 7 8 9 10 11 12 13 14 15 16 17 18 19 20 21 22 23  名古屋市役所. “教育委員会事務局の組織と業務のご案内”.   名古屋市. 2016年12月30日閲覧。
2. 1 2  堀川勝元 (2019年12月5日). “給食にエビフライやめたけど…名古屋の小学校、値上げへ”. 朝日新聞デジタル 2019年12月9日閲覧。
3. 1 2  しらべぇ編集部・おのっち (2019年12月7日). “ミルメークが名古屋市の給食に登場し話題　これまで全県採用も地元・名古屋は見送り”. @niftyニュース.  オリジナルの2019年12月9日時点におけるアーカイブ。 2019年12月9日閲覧。
4. ↑  名古屋市教育委員会事務局指導部学校保健課小学校給食係 (2019年2月12日). “魅力ある給食”.   名古屋市. 2019年12月12日閲覧。

### 新聞
1. 1 2  谷悠己 (2020年5月9日). “＜あそび場　まなび場＞　名古屋市教委が著名人動画の配信チャンネル”.  オリジナルの2020年5月9日時点におけるアーカイブ。 2020年5月9日閲覧。
2. 1 2  垣見洋樹 (2019年12月5日). “えびフライ復活、メニュー充実へ　名古屋の小学校給食”. 中日新聞朝刊.  オリジナルの2019年12月8日時点におけるアーカイブ。 2019年12月9日閲覧。
3. 1 2  “議会質疑　解説【第184回】”. 日本教育新聞:  p. 11. (2020年5月4日)

### 書籍
1. 1 2 3 4 5  名古屋教育史編集委員会 2015, p. 242.
2. 1 2 3 4  名古屋市教育委員会事務局総務部企画経理課 2018, p. 79.
3. ↑  名古屋市教育センター施設概要
4. ↑  名古屋市教育委員会事務局総務部企画経理課 2018, p. 5.
5. 1 2 3 4 5 6 7 8 9 10 11  名古屋市教育委員会事務局総務部企画経理課 2018, p. 80.
6. 1 2 3  名古屋市教育委員会事務局総務部企画経理課 2018, p. 103.
7. 1 2  名古屋市教育委員会事務局総務部企画経理課 2018, p. 97.
8. 1 2  名古屋市教育委員会事務局総務部企画経理課 2018, p. 96.
9. 1 2 3 4  名古屋市社会科同好会 2016, p. 68.
10. ↑  “名古屋市教委幹部に200万円超「上納」か 教員人事推薦で金品授受：朝日新聞デジタル”. 朝日新聞デジタル (2024年2月17日). 2024年9月29日閲覧。
11. ↑  “金品受領した幹部３人を新設ポストに 名古屋市教委、部下への指示権限持たせず：中日新聞Web”. 中日新聞Web. 2024年10月2日閲覧。
12. ↑  “”金品授受問題”の影響 名古屋市教育委員会 来年度人事で現職の「学校づくり推進監」異動を公表”. メ～テレニュース. 2024年10月2日閲覧。
13. ↑  日本放送協会. “名古屋市教委の金品受け取り問題で２８日に最終報告取りまとめ｜NHK 東海のニュース”. NHK NEWS WEB. 2024年9月29日閲覧。
14. ↑  “名古屋市教委の金品受領 「最終報告は分析不十分」 シンポで批判（毎日新聞）”. Yahoo!ニュース. 2024年9月29日閲覧。
15. ↑  “名古屋市:教員団体からの金品の授受等に係る調査検証について（市政情報）”. www.city.nagoya.jp. 2024年9月29日閲覧。